# Heavenly (fransk musikgrupp)
Heavenly är ett franskt power metal-band från Paris som bildades 1994 av Ben Sotto och Max Pilo.
De albumdebuterade år 2000 med Coming from the Sky. Därefter har de släppt ytterligare fyra album, senast Carpe Diem år 2009.

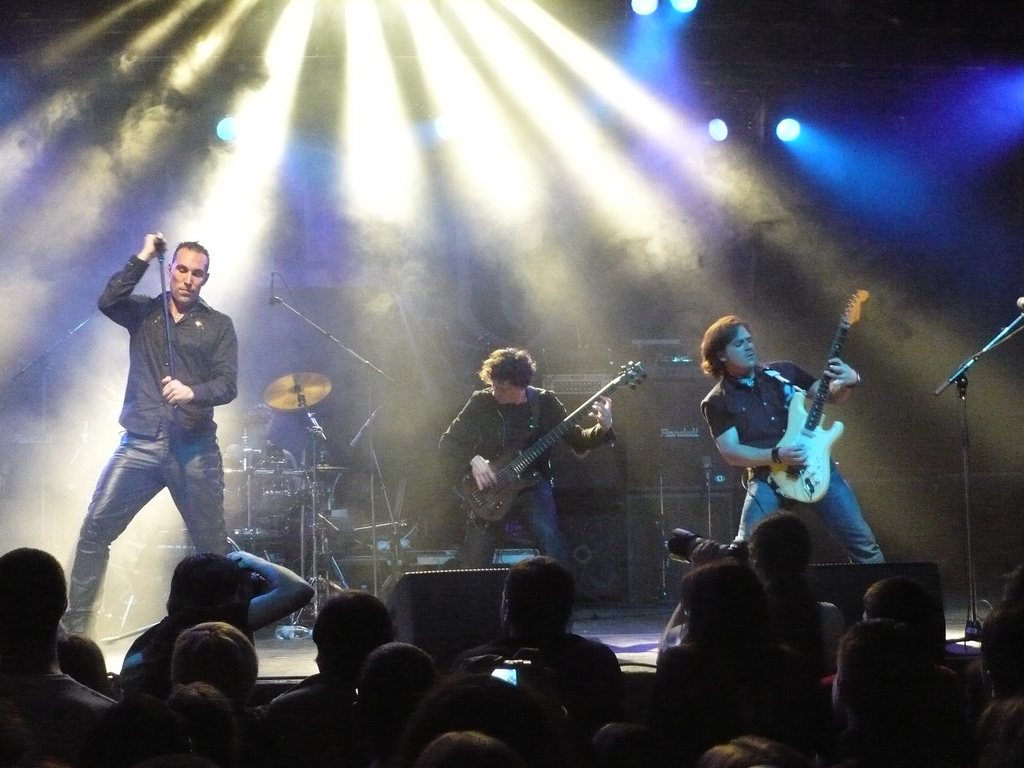
Heavenly live i Paris 2008

## Medlemmar
Nuvarande medlemmar
- Ben Sotto – sång, keyboard (1994– )
- Olivier Lapauze – gitarr (2004– )
- Pierre-Emmanuel Desfray – trummor (2009– )
- Frédéric Geai-Schmitt – basgitarr (2011– )
- Nicolas Marco – keyboard (2011– )

Tidigare medlemmar
- Maxence Pilo – trummor (1994–2004)
- Anthony Parker – gitarr (1998–1999)
- Laurent Jean – basgitarr (1999–2000)
- Chris Savourey – gitarr (1999–2001)
- Pierre-Emmanuel Pélisson – basgitarr (2000–2004)
- Frédéric Leclercq – gitarr (2000–2004)
- Charley Corbiaux – gitarr, bakgrundssång (2001–2010)
- Thomas Das Neves – trummor (2004–2009)
- Matthieu Gervreau Plana – basgitarr (2004–2011)

## Diskografi
Demo
- 1998 – Coming from the Sky

Studioalbum
- 2000 – Coming from the Sky
- 2001 – Sign of the Winner
- 2004 – Dust to Dust
- 2006 – Virus
- 2009 – Carpe Diem

Singlar
- 2000 – "Coming from the Sky"